# حاکم زائو چین
حاکم زائو از چین (به چینی: 秦躁公؛ مرگ ۴۲۹ پ. م)؛ فرمانروای ایالت چین در دودمان ژو از ۴۴۲ پ. م تا ۴۲۹ پ. م بود. ایالت چین در آینده همه کشور چین را یکپارچه ساخت و تبدیل به دودمان چین شد. نام اجدادی او یینگ (嬴) و حاکم زائو نام پسامرگ او بود. حاکم زائو جانشین پدرش، حاکم لیگونگ چین که در ۴۴۳ پ. م درگذشت، شد.
در سال ۴۴۱ پ. م، شهر چینی نانژنگ (در هانژونگ کنونی) شورش کرد. در سال ۴۳۰ پ. م، ایالت رونگی ییچو به چین حمله کرد و به سمت رودخانه وی پیشروی کرد.
حاکم زائو چهارده سال سلطنت کرد و ۴۲۹ پ. م درگذشت. جانشین او برادر کوچک‌ترش، حاکم هوآی چین، بود که به ایالت جین تبعید شده بود.